# Dent Blanche
Dent Blanche (4356 m n. m.) je hora ve Walliských Alpách. Leží na území Švýcarska v kantonu Valais. Nachází se severně od Matterhornu a západně od Zermattu. Horu obklopují čtyři ledovce: Grand Cornier na severovýchodě, Schönbiel a Manzettes na jihozápadě a ledovec Dent Blanche na severozápadě. Na vrchol je možné vystoupit z chat: Cabane de la Dent Blanche (3507 m), Schönbielhütte (2694 m), Cabane du Mountet (2886 m) a Bivouac au Col de la Dent Blanche (3540 m).
Prvními lidmi na vrcholu byli 18. července 1862 horolezci T. Kennedy, W. Wigram, J. Croz a J. Konig. Zimní výstup uskutečnili 2. března 1963 P. Crettaz a J. Gaudin.